# Rally de Turquía
El Rally de Turquía es una carrera de rally que se disputó anualmente sobre tramos de tierra en Turquía. Ha sido puntuable para el Campeonato Mundial de Rallyes desde el 2003 hasta el 2008. En 2007 y 2009 no se celebró pero sí en 2010. Desde 2011 a 2017 no volvió a disputarse.

## Historia
En primer rally internacional en Turquía tuvo lugar en 1972, con salida y meta Estambul. Esa prueba recibió el nombre de Günaydın Rally y posteriormente pasaría a llamarse durante algunos años Rally of Turkey y fue puntuable para el Campeonato de Europa. Dicha prueba se siguió disputando independientemente del Rally de Turquía y en la actualidad recibe el nombre de Rally Bosphorus. Con la experiencia de esta prueba en 1999 se intentó llevar a cabo un evento totalmente nuevo como candidato al campeonato del mundo. En 2000 se organizó bajo el nombre de Anatolian Rally, con sede en Esmirna y fue puntuable para el campeonato turco. Se llevó a cabo bajo la observación de la FIA, como preinscripción del WRC y solo tres años después de su creación, en 2003, la prueba logró ser puntuable para el campeonato del mundo. En las cinco primeras ediciones se llevó cabo en la costa sur de la ciudad de Kemer y en 2010 se trasladó al norte, cerca de Estambul.  El primer ganador fue Carlos Sainz con un Citroën Xsara WRC. La marca francesa vencería en la prueba dos años más de nuevo con el Xsara pero con Sébastien Loeb como protagonista. En 2006 el ganador fue Marcus Grönholm con un Ford Focus WRC y en 2007 la prueba se cayó del calendario del mundial pero en 2008 regresaró al mundial donde volvió a ganar otro piloto de Ford: Mikko Hirvonen. En 2009 no se celebró y en 2010 se celebró por última vez de nuevo con Loeb en lo más alto del podio, esta vez al volante del Citroën C4 WRC.
Tras un parón de varios años, en 2018 el rally regresó al calendario del WRC. En el año 2018, el Rally de Turquía se celebra desde el 13 hasta el 16 de septiembre una vez acabe la temporada alta para el turismo y se centrará en la región de Marmaris, situado en la costa sur, una región muy turística capaz de acoger a un gran número de personas.

## Palmarés
| Año  | Edición                      | Piloto          | Copiloto           | Automóvil                 | Series |
| ---- | ---------------------------- | --------------- | ------------------ | ------------------------- | ------ |
| 2000 | 1º Anatolian Rally           | Volkan Isik     | Ysuf Avimelek      | Subaru Impreza S5 WRC '99 |        |
| 2001 | 2º Anatolian Rally           | Serkan Yazici   | Erkan Bodur        | Toyota Corolla WRC        |        |
| 2002 | 3º Anatolian Rally           | Ercan Kazaz     | Cem Bakancocukları | Subaru Impreza WRX        |        |
| 2003 | 4º Rally of Turkey           | Carlos Sainz    | Marc Martí         | Citroën Xsara WRC         | WRC    |
| 2004 | 5º Rally of Turkey           | Sébastien Loeb  | Daniel Elena       | Citroën Xsara WRC         | WRC    |
| 2005 | 6º Rally of Turkey           | Sébastien Loeb  | Daniel Elena       | Citroën Xsara WRC         | WRC    |
| 2006 | 7º Rally of Turkey           | Marcus Grönholm | Timo Rautiainen    | Ford Focus WRC            | WRC    |
| 2008 | 9º Rally of Turkey           | Mikko Hirvonen  | Jarmo Lehtinen     | Ford Focus WRC            | WRC    |
| 2010 | 10º Rally of Turkey          | Sébastien Loeb  | Daniel Elena       | Citroën C4 WRC            | WRC    |
| 2018 | 11º Marmaris Rally of Turkey | Ott Tänak       | Martin Järveoja    | Toyota Yaris WRC          | WRC    |
| 2019 | 12º Marmaris Rally of Turkey | Sébastien Ogier | Julien Ingrassia   | Citroën C3 WRC            | WRC    |
| 2020 | 13. Rally Turkey Marmaris    | Elfyn Evans     | Scott Martin       | Toyota Yaris WRC          | WRC    |

- Fuentes[4][2][5]